# Novi Pavljani
Novi Pavljani – wieś w Chorwacji, w żupanii bielowarsko-bilogorskiej, w mieście Bjelovar. W 2011 roku liczyła 150 mieszkańców.